# Atlantogenata
Clade
Atlantogenata est un possible clade de mammifères placentaires proposé pour rassembler le groupe des afrothériens et celui des xénarthres. Avec le groupe frère Boreoeutheria, ils formeraient l'infra-classe Placentalia.

## Origine
Ce clade a été proposé en 1999 et fait référence à l'océan Atlantique Sud qui sépare l'Amérique du Sud (d'où sont issus les xénarthres) et l'Afrique (d'où proviendraient les Afrothériens).

## Hypothèses alternatives
La plupart des études s'accordent à reconnaître quatre super-ordres au sein des mammifères placentaires : Xenarthra, Afrotheria, Euarchontoglires et Laurasiatheria, les deux derniers regroupés dans le clade Boreoeutheria. Les relations entre ces autres groupes font débat et leur phylogénie n'est toujours pas résolue :
| A | B | C |
| --- | --- | --- |
| - Placentalia - Atlantogenata - Afrotheria - Xenarthra - Boreoeutheria - Euarchontoglires - Laurasiatheria | - Placentalia - Xenarthra - Epitheria - Afrotheria - Boreoeutheria - Euarchontoglires - Laurasiatheria | - Placentalia - Afrotheria - Exafroplacentalia - Xenarthra - Boreoeutheria - Euarchontoglires - Laurasiatheria |